# ホソムギ
ホソムギ（細麦、ペレニアルライグラスとも、学名:Lolium perenne）は、イネ科ドクムギ属の多年草。原産地はヨーロッパ。牧草として世界中で用いられ、そのほとんどの地域で帰化植物として雑草化している。

## 概要
形態的特徴および生態的特徴については、栽培品種化に伴って様々な変化があるので、ここに記載したものは主に野生で見られる範囲の特徴である。
形態
標準和名の通り、ムギ様の細い葉を持つ。葉色は光沢のある緑色、葉身部の幅は2-4mm。草丈は通常30-60cm程度。穂長は15-25cm、小穂の長さは1-2cm、通常は穎花に芒は無い。
生態
ヨーロッパ原産だが、現在の自生地はアジア・北米の温帯地域および北アフリカに広がっている。冷涼かつ温和な環境や、水分が多い土壌を好み、乾燥状態や酸性土壌を嫌う。日本での開花期は初夏から夏。多年草であるが永年性はない。
その他
ドクムギ属の植物種は相互に雑種を作りやすい。特にペレニアルライグラスとイタリアンライグラスとの間の雑種は連続的な変化を持つものがあり、両親間には明確な差があるにもかかわらず、自生個体については判別が付きにくい。両者の基本的な違いは次の通りである。
- ホソムギ(ペレニアルライグラス) - 多年生。葉身幅2-4mm。頴は通常無芒。ネズミムギより稈がやや扁平で、葉鞘はやや丸みを帯びる。若い葉は折り畳まれている。
- ネズミムギ(イタリアンライグラス) - 一年生。葉身幅3-8mm。頴に長い芒がある。

## 牧草としての利用
広く牧草として利用されており、ヨーロッパ･アジア･北米の他、オーストラリア・ニュージーランドでも栽培されている。また、造園用の芝草としての利用もある。基本染色体数は2n=14であるが、栽培品種には4倍体 2n=4x=28の品種も多く含まれる。
以下、主に日本国内での牧草としての利用について記述する。
日本へ導入されたのは、明治時代初期であったが、牧草としての利用が本格化したのは1950年代以降である。栽培適地は年平均気温 8-12℃、生育最適気温は20-25℃。初期生育および再生能力が高く、家畜の嗜好性が良好であり、栄養価が高いので牧草として用いられる。出穂期の乾物率は約20%、乾物中の可消化養分総量(TDN)は約70%である。
栽培品種は早生・中生・晩生に分化しており、早生・中生は採草・放牧向けであり、晩生は放牧専用に栽培される。日本では耐病性・耐寒性の4倍性品種の利用も多い。公的な育種機関は、山形県酪農試験場と北海道立総合研究機構農業研究本部上川農業試験場天北支場がある。造園用芝草として販売されている品種は、環境適応を高めるために人為的に内生菌（エンドファイト）を感染させてあり、動物への毒性を持っている場合があるので、飼料としての利用はできない（ライグラススタッガー参照）。
イタリアンライグラスとの種間雑種、フェスク類(Festuca属)との属間雑種も牧草として利用されている。

### その他の利用法
芝生としても使用される。特に、球技場においては踏みつけに強く冬場に緑化する芝として、夏芝（夏場に繁殖し冬場に枯れる芝、ティフトン419など）と組み合わせてオーバーシードの材料として用いられる。競馬場の芝コースでの使用例もある。

## 画像

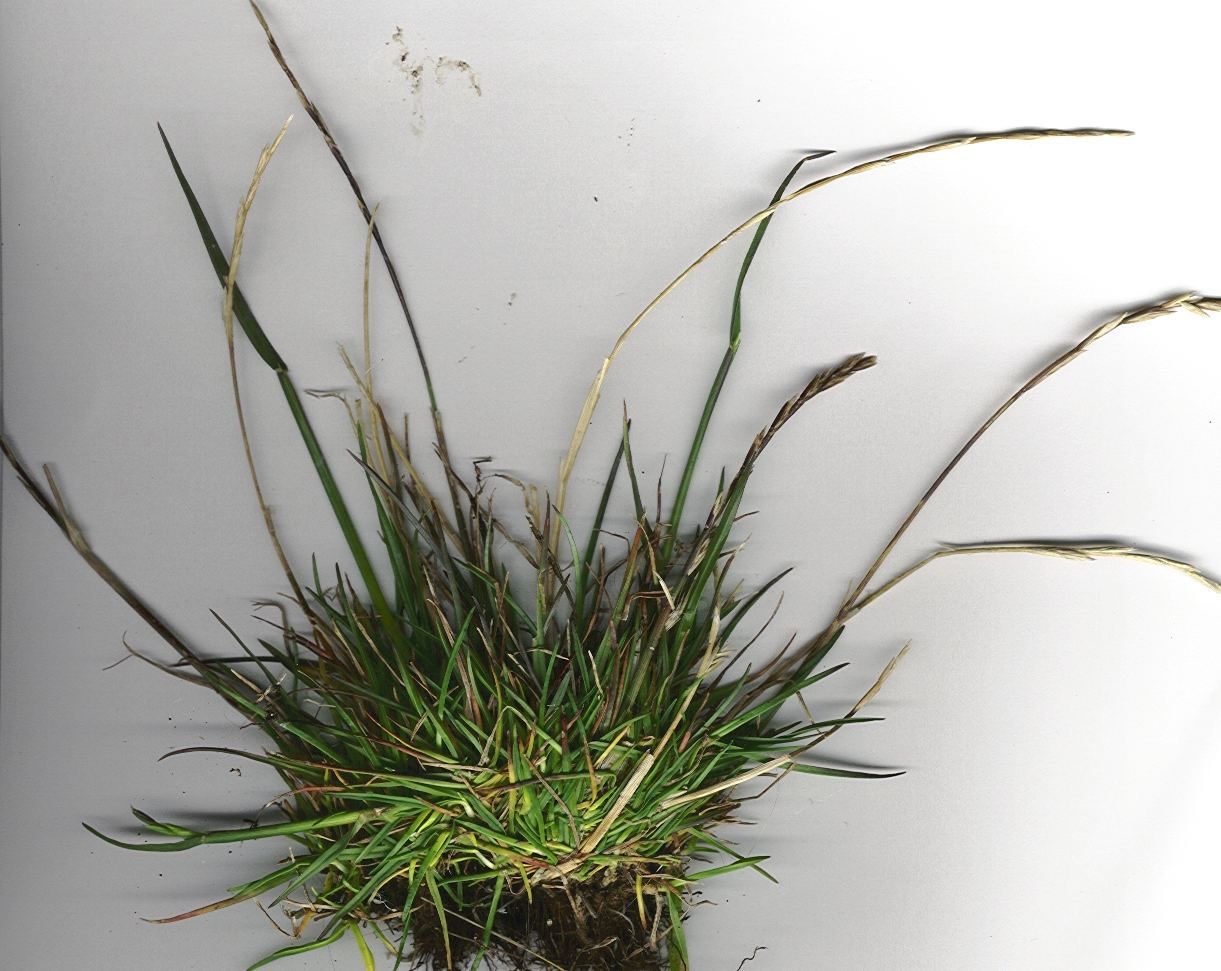
掘り上げた株
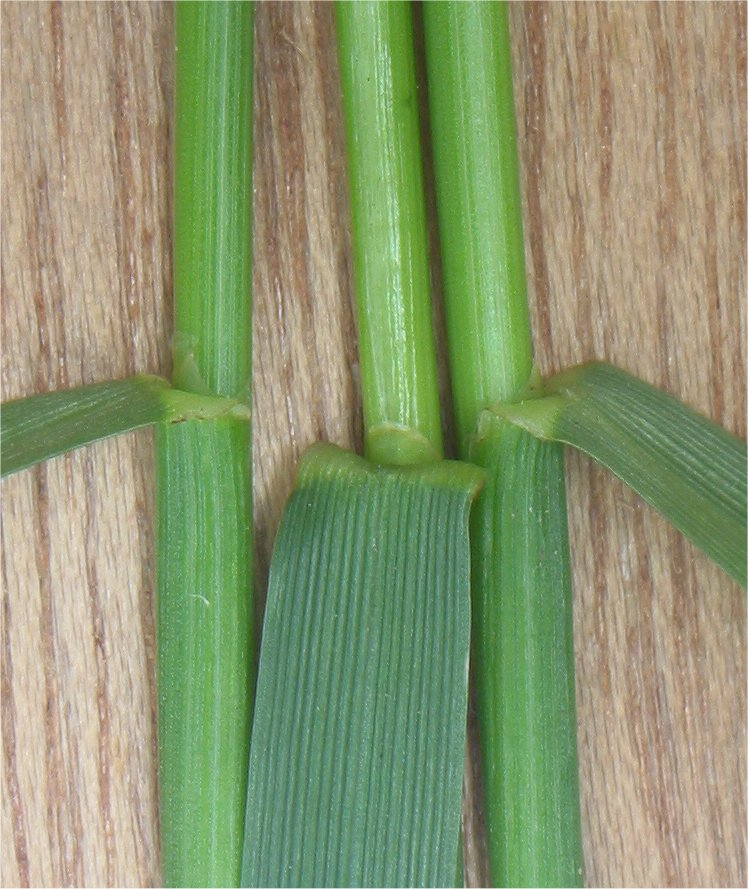
葉舌部（葉鞘と葉身の境目）
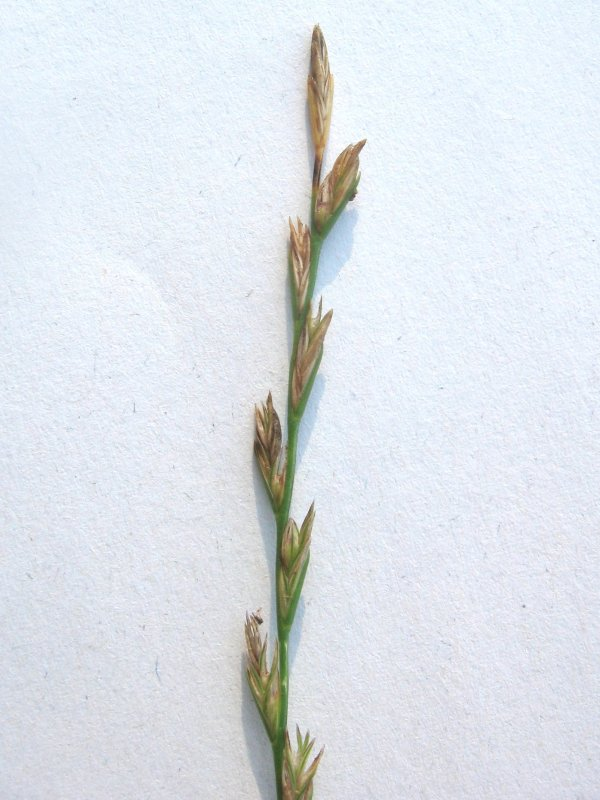
小穂
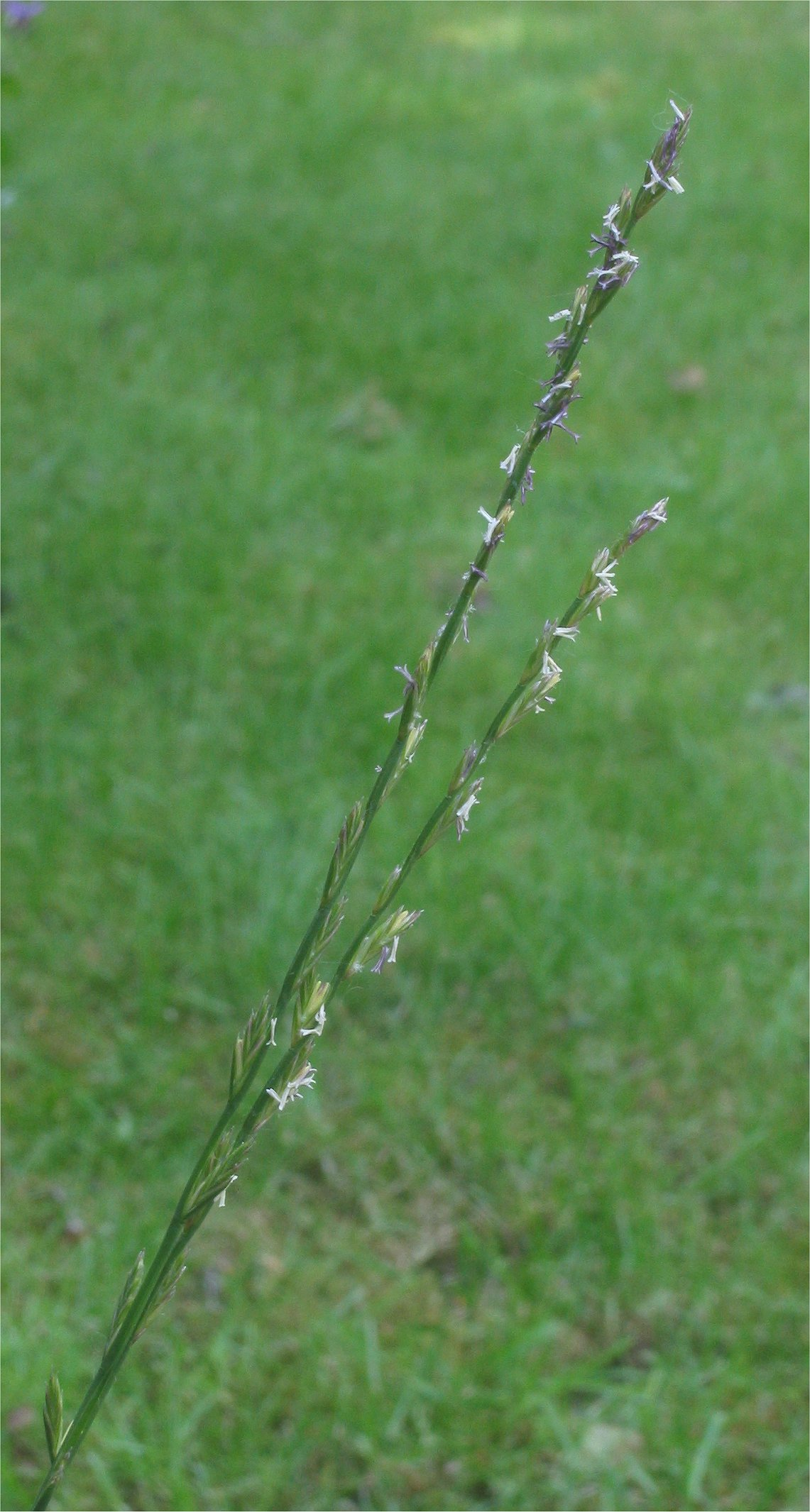
開花状態
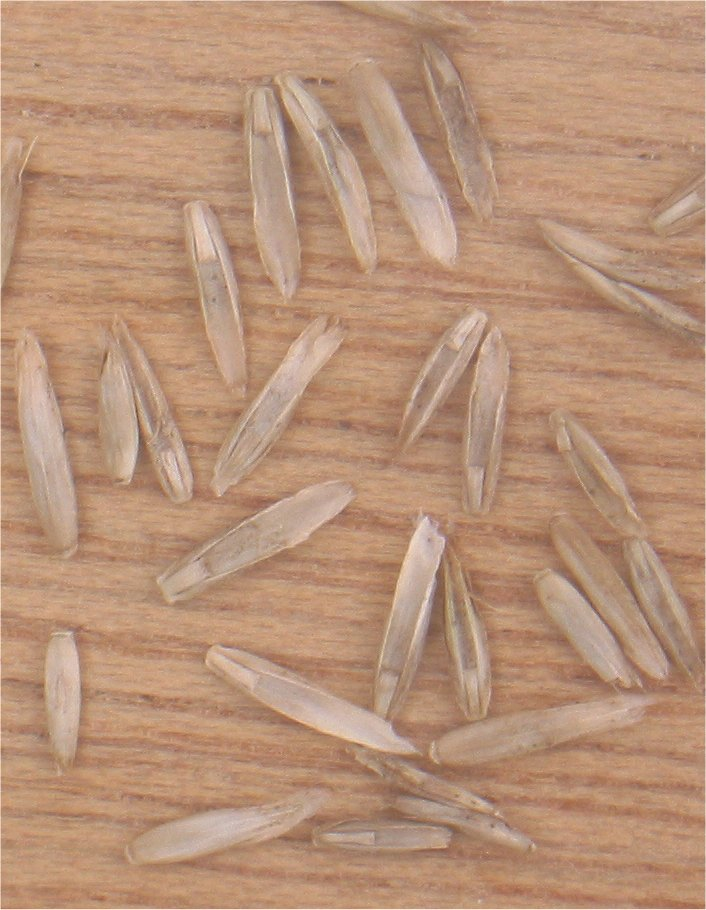
種（生物学上は果実）